# Бальцерс (футбольный клуб)
«Бальцерс» (нем. Fußballclub Balzers) — лихтенштейнский футбольный клуб из города Бальцерс. Выступает в 3-й группе швейцарской Первой лиги, — четвёртом уровне футбольной пирамиды. Клуб основан в 1932 году. Домашние матчи команда проводит на стадионе «Спортплатц Райнау», вмещающем 2000 зрителей.

## История
«Бальцерс» был основан 1 мая 1932 года. По числу побед в Кубке Лихтенштейна «Бальцерс» является вторым после «Вадуца» с одиннадцатью победами. «Бальцерс» дважды (1993 и 1997) принимал участие в розыгрыше Кубка обладателей кубков. В 1993 году он вышел в основной раунд, пройдя «Албпетрол», в матче с которым одержал дома победу со счётом 3:1, а в гостях сыграл вничью со счётом 0:0, но уже в основном раунде был выбит софийской «Славией» с общим счётом 1:11 (0:8 и 1:3), а в 1997 году вылетел от венгерского «Вашуташа».
По итогам сезона 2010/2011 в Второй Интеррегиональной лиге «Бальцерс» вышел в Первую лигу, третий дивизион страны. В следующем сезоне клуб занял достойное, 10-е место в лиге, однако фактически был понижен в классе из-за создания Промоушен-лиги.
По итогам сезона 2021/2022 клуб вылетел в Вторую лигу, заняв последнее, 14-е место, набрав всего 16 очков и отстав от спасительного, двенадцатого места на 11 очков. 15 марта 2023 года впервые за 5 лет команда вышла в финал Кубка Лихтенштейна, обыграв в полуфинале «Бальцерс II» со счётом 3:0.

## Достижения
Кубок Лихтенштейна
- Обладатель (11 раз): 1964, 1973, 1979, 1981, 1982, 1983, 1984, 1989, 1991, 1993, 1997
- Финалист (15 раз): 1974, 1975, 1976, 1980, 1986, 1992, 1994, 1999, 2000, 2003, 2004, 2006, 2008, 2013, 2008, 2018
- 3-е место[1] (1 раз): 1969

## Выступление в еврокубках
| Сезон   | Турнир                        | Раунд | Клуб         | Счёт     |
| ------- | ----------------------------- | ----- | ------------ | -------- |
| 1993/94 | Кубок обладателей кубков УЕФА | К     | Албпетрол    | 3:1, 0:0 |
| 1993/94 | Кубок обладателей кубков УЕФА | 2К    | ЦСКА (София) | 0:8, 1:3 |
| 1997/98 | Кубок обладателей кубков УЕФА | К     | Вашуташ      | 1:3, 0:2 |